# Ábmeljávrre
Ábmeljávrre, tidigare Paikkasjauratj, är en sjö i Jokkmokks kommun i Lappland och ingår i Luleälvens huvudavrinningsområde. Sjön har en area på 0,847 kvadratkilometer och ligger 682,1 meter över havet. Ábmeljávrre ligger i Padjelanta Natura 2000-område. Vid provfiske har röding fångats i sjön.
Sjön avvattnas av vattendraget Ábmeljåhkå som är ett tillflöde till Sallohaure. Paikkasjauratj är sjöns äldre namn enligt den tidigare ortografin - ett namn som skulle ha varit Bájkasjávrásj enligt den senaste ortografin, men vid övergången till ny stavning av lulesamiska namn på kartorna fick sjön i stället sitt namn från det närliggande berget Ábmelvárásj.

## Delavrinningsområde
Ábmeljávrre ingår i det delavrinningsområde (750266-154324) som SMHI kallar för Utloppet av Paikkasjauratj. Medelhöjden är 772 meter över havet och ytan är 13,52 kvadratkilometer. Det finns inga avrinningsområden uppströms utan avrinningsområdet är högsta punkten. Vattendraget som avvattnar avrinningsområdet har biflödesordning 4, vilket innebär att vattnet flödar genom totalt 4 vattendrag innan det når havet efter 396 kilometer. Avrinningsområdet består mestadels av kalfjäll (94 procent). Avrinningsområdet har 0,84 kvadratkilometer vattenytor vilket ger det en sjöprocent på 6,2 procent.

## Galleri

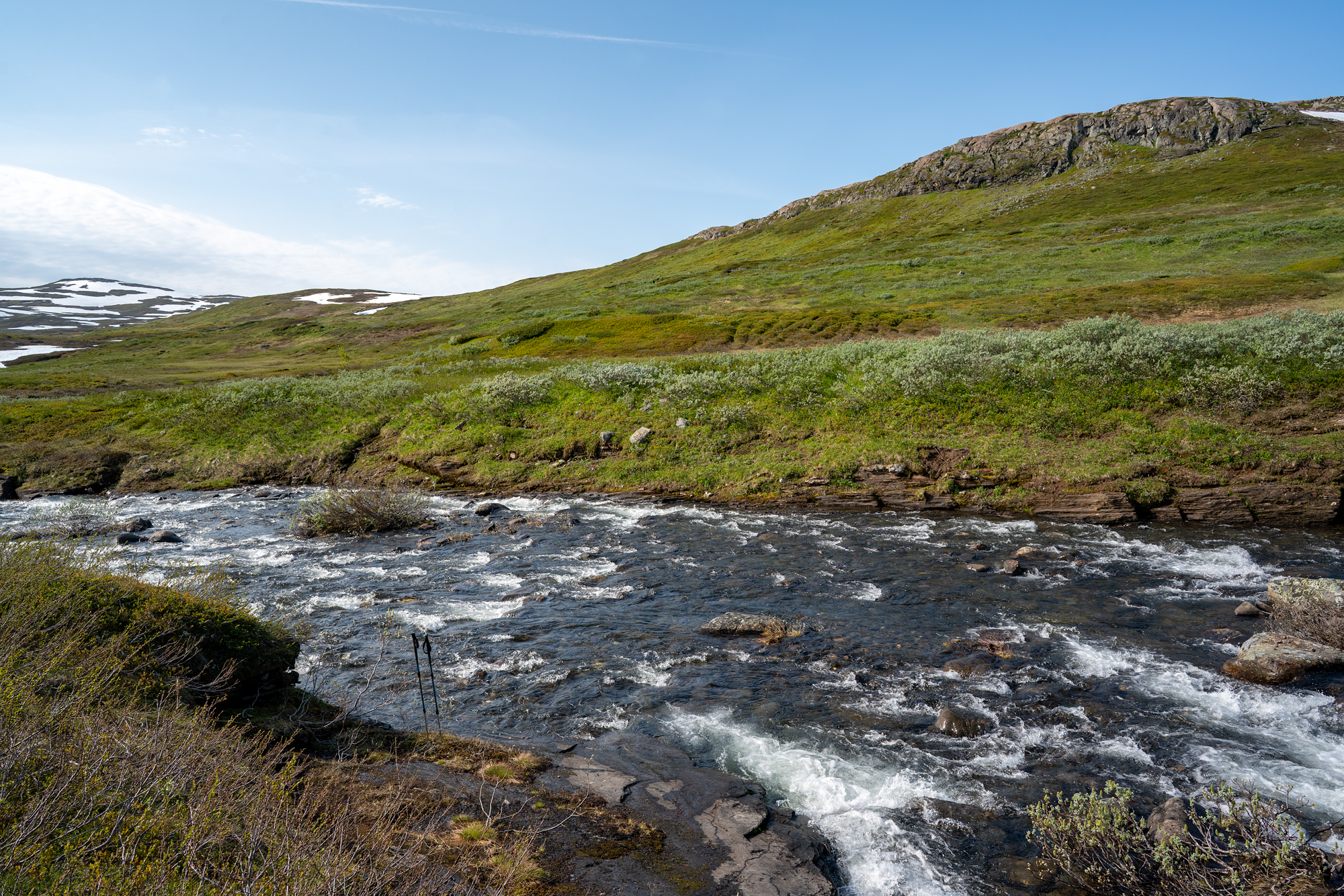
Ábmeljåhkå avvattnar Ábmeljávrre och delvis även Sláhpejávrre.
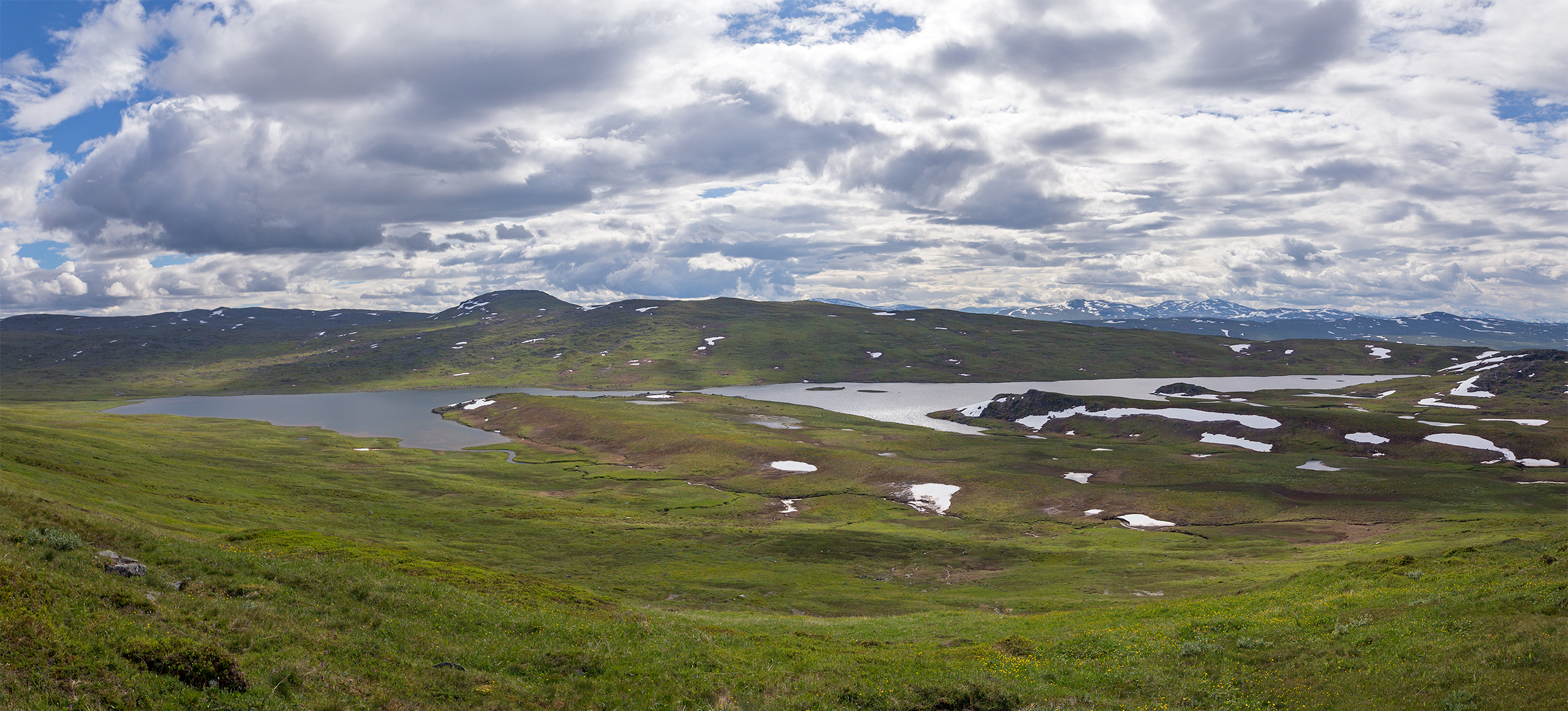
Vy mot Ábmeljávrre från Bájkas södra sluttning.